# Cellana flava
Cellana flava es una especie de molusco gasterópodo de la familia Nacellidae en el orden de los Patellogastropoda.
Esta especie es fácilmente identificable por el color de su cáscara de naranja y la cabeza y los pies de color claro.

## Distribución geográfica
Se encuentra en Nueva Zelanda